# Gun Barrel City
Gun Barrel City est une ville située au nord-ouest du comté de Henderson, en bordure du lac Cedar Creek (en), au Texas, aux États-Unis,.

## Démographie
Lors du recensement de 2010, la ville comptait une population de 5 672 habitants. Elle est estimée, en 2016, à 6 006 habitants.

### Source de la traduction
- (en) Cet article est partiellement ou en totalité issu de l’article de Wikipédia en anglais intitulé « Gun Barrel City, Texas » (voir la liste des auteurs).